# Cayo Escribonio Curión (cónsul 76 a. C.)
Cayo o Gayo Escribonio Curión  fue un influyente político y orador romano del siglo I a. C. Era conocido entre la sociedad de la época a consecuencia del uso que hacía de su brillante oratoria y de la pureza de su latín. Perteneció a la facción conservadora del Senado, los optimates, a consecuencia de su marcada tendencia política.

## Familia
Recibió el mismo nombre que su padre, otro distinguido orador que fue pretor en el año 121 a. C., y padre de otro brillante orador, Cayo Escribonio Curión, que fue tribuno de la plebe.

## Carrera política
En el 100 a. C., cuando fue asesinado el tribuno de la plebe Lucio Apuleyo Saturnino, Curión apoyó la acción de los cónsules.
Fue elegido tribuno de la plebe en 90 a. C. Posteriormente sirvió con Sila en Antigua Grecia, como legatus, en Asia, en la guerra contra Arquelao, uno de los generales del rey Mitrídates VI del Reino del Ponto. Participó en el asedio de Antigua Atenas en el que el tirano de la ciudad, Aristion se refugió en la Acrópolis.
En el 82 a. C. fue pretor y algunos años más tarde, en 76 a. C., fue elegido cónsul junto a Cneo Octavio. Tras su consulado, obtuvo el gobierno de la administración provincial romana de Macedonia. Combatió con éxito, durante tres años en el norte de su provincia a los dardanios y a los mesios, siendo el primer general romano que llegó tan lejos como el río Danubio. Por estas acciones se le galardonó con un triunfo a su regreso a Roma en el 71 a. C.
Fue un gran amigo de Cicerón y le apoyó durante la conjura de Catilina (63 a. C.). Habló en favor de Clodio cuando se le acusó de la violación de los ritos de la Bona Dea. Cicerón habló en contra de Clodio y Curión, aunque esto no interfirió en su amistad. Se convirtió en un oponente de Julio César, y escribió contra él. En el 57 a. C. fue nombrado pontífice. Falleció en 53 a. C.